# Olivier Gigon
Pour les articles homonymes, voir Gigon.
Olivier Gigon, né le 30 mars 1979 à Delémont, est un gardien suisse de hockey sur glace.

## Carrière
Olivier Gigon a commencé sa carrière de joueur professionnel au HC Ajoie lors de la saison 2000/01.
Après sept ans au HC Ajoie, il a signé pour la saison 2007-2008 avec Bâle en LNA. Il a joué neuf matchs puis a terminé la saison à Sierre et à Chaux-de-Fonds. La saison suivante, le gardien signe avec Fribourg-Gottéron et joue parallèlement avec Neuchâtel Young Sprinters. Depuis la saison 2009/10, il joue pour le CP Berne.